# 熊野敏三
熊野 敏三（くまの びんぞう、1855年2月8日（安政元年12月22日） - 1899年（明治32年）10月11日）は、日本の官僚である。

## 略歴
1855年（安政元年）に萩で出生。幼名は猪三郎。松下村塾で漢籍を学んだ後、1871年（明治4年）に上京しフランス語を学んだ。1872年（明治5年）に大学南校に入学したが、司法省明法寮に転学した。
1875年（明治8年）からフランスに留学し、パリ大学に入学した。1883年（明治16年）に日本に帰国した。
帰国後は司法省参事官となり、旧民法や旧商法などの作成に関わった。ボアソナードが作成した旧民法の草案の翻訳や、家族法の草案の作成を行った。1888年（明治21年）6月、法学博士の学位を授与された。
明治法律学校では法律大意、人事法、相続法、万国公法を教え、1897年（明治30年）9月からは教頭を務めた。
1899年（明治32年）5月から肺病に倒れ、10月11日に死亡した。

## 栄典
- 従六位（1886年7月）[1]
- 1892年（明治25年）11月14日 - 従五位[7]